# Organización territorial del Reino de los Países Bajos

Provincias de los Países Bajos.

La organización territorial del Reino de los Países Bajos.

## Provincias de los Países Bajos
Las doce provincias y sus capitales se indican aquí con sus características:
| Bandera               | Escudo                        | Provincia (en español) | Provincia (en neerlandés)                                   | Capital    | Comisario del Rey                    | Partido político | Superficie (km²) | Población | Densidad (por km²) |
| --------------------- | ----------------------------- | ---------------------- | ----------------------------------------------------------- | ---------- | ------------------------------------ | ---------------- | ---------------- | --------- | ------------------ |
| Flag of North Brabant | Coat of arms of North Brabant | Brabante Septentrional | Noord-Brabant, brabanzón: Noord-Braobant                    | Bolduque   | Ina Adema                            | VVD              | 4938             | 2 415 946 | 487                |
| Flag of Drenthe       | Coat of arms of Drenthe       | Drente                 | Drenthe                                                     | Assen      | Jetta Klijnsma                       | PvdA             | 2652             | 489 918   | 182                |
| Flag of Flevoland     | Coat of arms of Flevoland     | Flevolanda             | Flevoland                                                   | Lelystad   | Leen Verbeek                         | PvdA             | 1426             | 394 758   | 250                |
| Flag of Friesland     | Coat of arms of Friesland     | Frisia                 | Friesland, frisón occidental: Fryslân (nombre oficial)      | Leeuwarden | Arno Brok                            | VVD              | 3361             | 646 305   | 191                |
| Flag of Groningen     | Coat of arms of Groningen     | Groninga               | Groningen, groningués: Grönnen, frisón occidental: Grinslân | Groninga   | René Paas                            | CDA              | 2344             | 574 042   | 246                |
| Flag of Gelderland    | Coat of arms of Gelderland    | Güeldres               | Gelderland, bajo sajón neerlandés: Gelderlaand              | Arnhem     | John Berends                         | CDA              | 4995             | 1 999 135 | 394                |
| Flag of South Holland | Coat of arms of South Holland | Holanda Meridional     | Zuid-Holland                                                | La Haya    | Jaap Smit                            | CDA              | 2860             | 3 528 324 | 1207               |
| Flag of North Holland | Coat of arms of North Holland | Holanda Septentrional  | Noord-Holland                                               | Haarlem    | Arthur van Dijk                      | VVD              | 2660             | 2 606 584 | 971                |
| Flag of Limburg       | Coat of arms of Limburg       | Limburgo               | Limburg                                                     | Maastricht | Theo Bovens (Gobernador en Limburgo) | CDA              | 2167             | 1 131 938 | 527                |
| Flag of Overijssel    | Coat of arms of Overijssel    | Transisalania          | Overijssel, bajo sajón neerlandés: Oaveriessel              | Zwolle     | Andries Heidema                      | CU               | 3337             | 1 113 529 | 331                |
| Flag of Utrecht       | Coat of arms of Utrecht       | Utrique                | Utrecht                                                     | Utrecht    | Hans Oosters                         | PvdA             | 1356             | 1 180 039 | 855                |
| Flag of Zeeland       | Coat of arms of Zeeland       | Zelanda                | Zeeland, zelandés: Zeêland                                  | Midelburgo | Han Polman                           | D66              | 1792             | 380 186   | 211                |

Cada provincia está gobernada por un comisionado (gobernador) designado por el monarca, y una cámara legislativa elegida mediante sufragio universal. Las provincias tienen varias municipalidades, cada una de ellas gobernada por una junta elegida popularmente y un burgomaestre (alcalde) nombrado por el monarca.
Notas
1. ↑   En neerlandés:  's-Hertogenbosch, también, aunque no oficialmente, abreviado como Den Bosch
2. ↑   En neerlandés: Groningen
3. ↑   En neerlandés: Den Haag, oficialmente también: 's-Gravenhage.
4. ↑   En neerlandés: Middelburg

### Municipalidades especiales de los Países Bajos en el Caribe
Las tres municipalidades especiales de Bonaire, San Eustaquio y Saba se convirtieron en parte de los Países Bajos propiamente el 10 de octubre de 2010, pero no conforman ni son parte de ninguna provincia.
| Bandera                | Escudo                         | Municipalidad especial | En neerlandés                | Capital    | Superficie (km²) | Población | Densidad (por km²) |
| ---------------------- | ------------------------------ | ---------------------- | ---------------------------- | ---------- | ---------------- | --------- | ------------------ |
| Flag of Bonaire        | Coat of arms of Bonaire        | Bonaire                | Bonaire, papiamento: Boneiru | Kralendijk | 294              | 15 414    | 52                 |
| Flag of Saba           | Coat of arms of Saba           | Saba                   | Saba                         | The Bottom | 13               | 2000      | 154                |
| Flag of Sint Eustatius | Coat of arms of Sint Eustatius | San Eustaquio          | Sint Eustatius               | Oranjestad | 21               | 3300      | 157                |

## Territorios autónomos del Reino de los Países Bajos

### Aruba
| Bandera       | Escudo                | Territorio autónomo dentro de los Países Bajos | En neerlandés            | Capital    | Superficie (km²) | Población | Densidad (por km²) |
| ------------- | --------------------- | ---------------------------------------------- | ------------------------ | ---------- | ---------------- | --------- | ------------------ |
| Flag of Aruba | Coat of arms of Aruba | Aruba                                          | Aruba, papiamento: Aruba | Oranjestad | 193              | 110 000   | 570                |

### Curazao
| Bandera         | Escudo                  | Territorio autónomo dentro de los Países Bajos | En neerlandés               | Capital    | Superficie (km²) | Población | Densidad (per km²) |
| --------------- | ----------------------- | ---------------------------------------------- | --------------------------- | ---------- | ---------------- | --------- | ------------------ |
| Flag of Curaçao | Coat of arms of Curaçao | Curazao                                        | Curaçao, papiamento: Kòrsou | Willemstad | 444              | 140 794   | 309                |

### San Martín
| Bandera              | Escudo                       | Territorio autónomo dentro de los Países Bajos | En neerlandés | Capital     | Superficie (km²) | Población | Densidad (per km²) |
| -------------------- | ---------------------------- | ---------------------------------------------- | ------------- | ----------- | ---------------- | --------- | ------------------ |
| Flag of Sint Maarten | Coat of arms of Sint Maarten | San Martín                                     | Sint Maarten  | Philipsburg | 34               | 35 035    | 1030               |